# Gerald Albright
Gerald Albright (Los Angeles, 30 agosto 1957) è un sassofonista e polistrumentista statunitense.

## Biografia
Nato a Los Angeles, Albright è cresciuto nel suo quartiere del sud. Ha iniziato lo studio del pianoforte in tenera età, anche se lui non mostrava grande interesse per lo strumento. La passione per la musica è aumentata considerevolmente quando gli fu dato un sassofono che apparteneva alla sua insegnante di pianoforte. È stato ulteriormente motivato nella musica quando ha frequentato Locke High School, un terreno fertile per molti giovani musicisti della West Coast. 
Dopo il liceo, ha frequentato l'Università di Redlands, dove ha ricevuto una laurea in gestione aziendale, specializzandosi in musica. Nel momento in cui si iscrive al college, Albright era già un abile sassofonista, ma improvvisamente iniziò a suonare il basso, dopo aver visto Louis Johnson in concerto.
Subito dopo il college, Albright ha cominciato a dominare il suo talento lavorando ampiamente in studio con artisti quali Anita Baker, Ray Parker Jr., The Temptations e Olivia Newton-John. Pochi mesi dopo la laurea, Gerald si unì a Patrice Rushen formando una band in cui suonava il sassofono. Più tardi, quando il bassista li lasciò nel bel mezzo di un tour, Albright lo sostituì e finì il tour al basso. Di conseguenza, spesso suonò entrambi gli strumenti. Nello stesso periodo, ha anche iniziato un tour in Europa con il batterista Alphonse Mouzon.
È stato in tour con Jeff Lorber, Teena Marie, Quincy Jones, Whitney Houston, Phil Collins, Johnny Hallyday, Anita Baker e molti altri. Oltre a numerose apparizioni in club e festival di jazz, Albright era stato anche una parte del popolare tour Jazz Explosion, che lo ha visto collaborare con le stelle del jazz contemporaneo come Will Downing, Jonathan Butler, Hugh Masekela, Chaka Khan e Rachelle Ferrell. Albright ha anche fatto diverse apparizioni televisive su spettacoli come A Different World, Melrose Place e segmenti BET jazz, e ha condotto uno spettacolo a Las Vegas con Designing Women e la stella Meshach Taylor. Albright è stato uno dei dieci sassofonisti in vetrina che si sono esibiti durante l'insediamento di Bill Clinton. Gerald ha suonato anche in occasione del vertice presidenziale, nonché durante diverse funzioni private del presidente. Albright è un membro della confraternita Alpha Phi Alpha. Albright attualmente vive con la sua famiglia vicino a Denver, in Colorado.

## Discografia
- Just Between Us (1987)
- Bermuda Nights (1988)
- Dream Come True (1990)
- Live at Birdland West (1991)
- Smooth (1994)
- Giving Myself to You (1995)
- Live to Love (1997)
- Pleasures of the Night con Will Downing (1998)
- The Very Best of Gerald Albright (2001)
- Groovology (2002)
- Kickin' It Up (2004)
- New Beginnings (2006)
- Sax for Stax (2008)
- Gerald Alston Sings Sam Cooke con Gerald Alston (2008)
- Pushing the Envelope (2010)
- 24/7 con Norman Brown (2012)
- Summer horns con Dave Koz (2013)